# Nyabisazi (periodiskt vattendrag i Burundi, Gitega)
Nyabisazi är ett periodiskt vattendrag i Burundi.   Det ligger i provinsen Gitega, i den centrala delen av landet, 80 km sydost om huvudstaden Bujumbura.
Omgivningarna runt Nyabisazi är en mosaik av jordbruksmark och naturlig växtlighet. Runt Nyabisazi är det ganska tätbefolkat, med 199 invånare per kvadratkilometer.